# Novekino

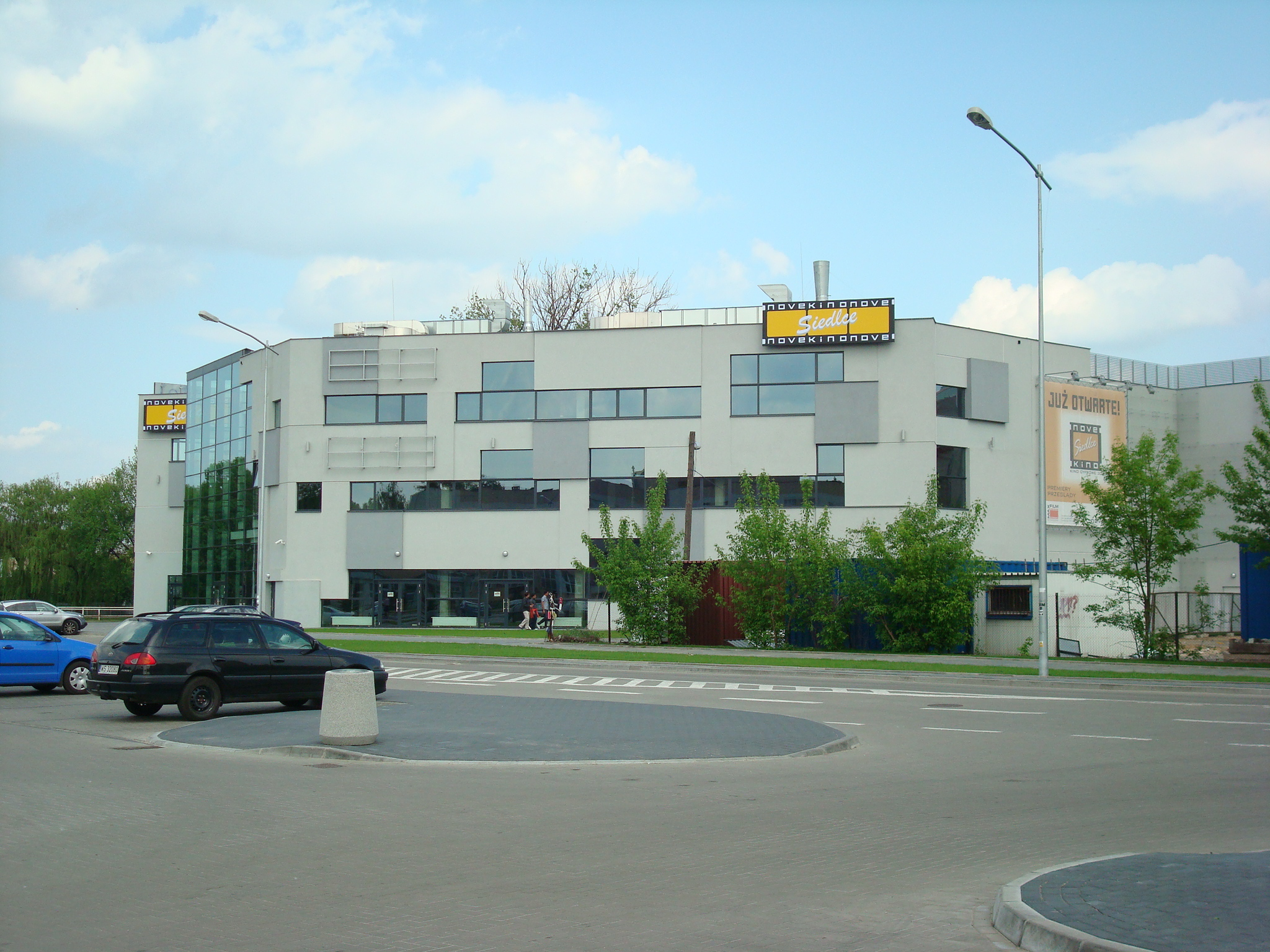
NoveKino Siedlce

Novekino – polski operator kinowy założony w 2006 roku przez IF Max-Film. Obecnie posiada 6 kin (stan na maj 2021).

## Miasta, w których znajduje się Novekino
- Biała Podlaska (1 sala, 286 miejsc) kino „Merkury” (kino cyfrowe 3D)
- Płock (3 sale, 719 miejsc) Novekino „Przedwiośnie” (kino cyfrowe 3D)
- Puławy (1 sala, 329 miejsc) kino „Sybilla” (kino cyfrowe 3D)
- Siedlce (4 sale, 905 miejsc) Novekino Siedlce (kino cyfrowe 3D)
- Warszawa (3 sale, 738 miejsc) kino „Wisła”
- Warszawa (4 sale, 794 miejsca) kino „Atlantic”

### Kina zamknięte
- Lublin (1 sala, 598 miejsc) Kino Kosmos[1]
- Lublin (1 sala, 368 miejsc) Kino Apollo (dawniej Wyzwolenie)[2]
- Tychy (5 sal, 1221 miejsc) Novekino Tychy[3]
- Warszawa (3 sale, 552 miejsca) Kino Praha (kino cyfrowe 3D) kino prowadzone przez spółkę Meteora Films[4]